# 奥戸総合スポーツセンター
奥戸総合スポーツセンター（おくどそうごうスポーツセンター）は、東京都葛飾区奥戸にあるスポーツセンター公園である。

## 沿革
- 1984年（昭和59年） - 葛飾区総合スポーツセンター体育館を開設[2][3][4]。
- 1985年（昭和60年） - 奥戸総合スポーツセンター公園陸上競技場を完成[5]。
- 2021年（令和3年） - 野球場、温水プール、エイトホール、テニスコート、少年野球場を完成[6][7]。
- 2023年（令和5年） - 奥戸総合スポーツセンター陸上競技場改修工事[8]。

## 施設概要

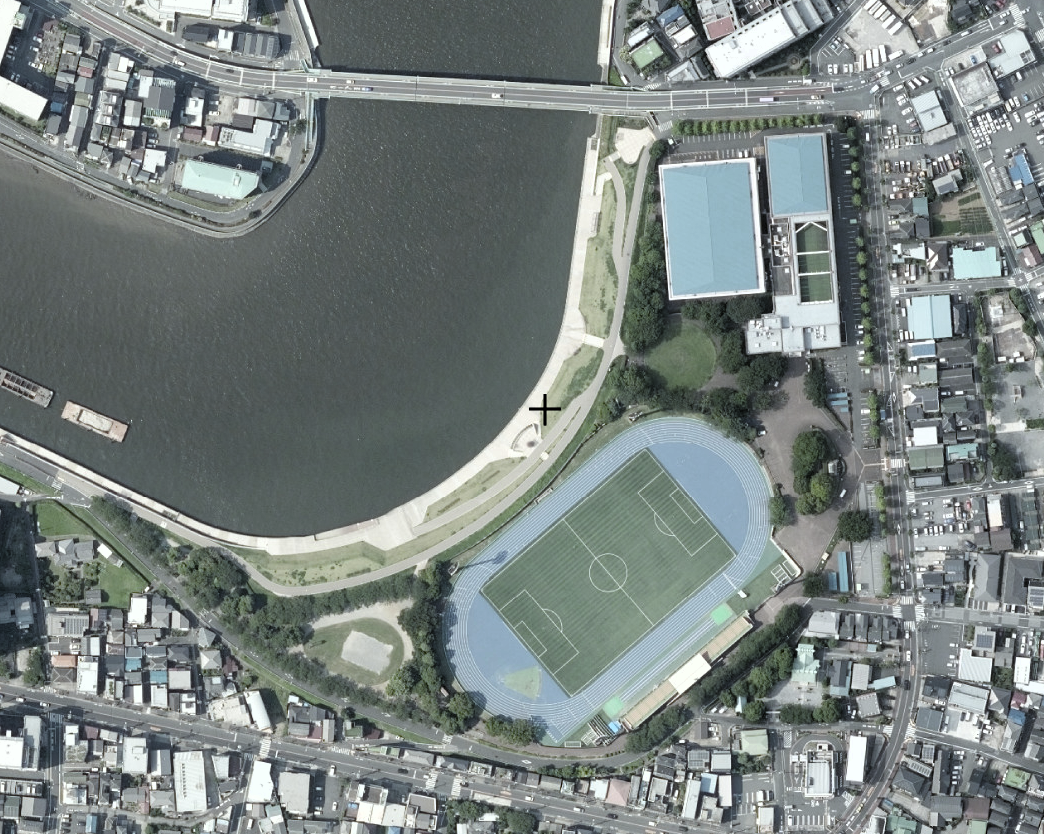
航空写真2022年撮影

- 体育館
- 陸上競技場
- 野球場
- 温水プール
- エイトホール
- テニスコート
- 少年野球場

## 交通アクセス

### バス
- JR常磐線亀有駅南口1番バス乗り場、または京成本線青砥駅東口から京成タウンバス
  - 【新小58】系統新小岩行き乗車(亀有駅から12分、青砥駅から5分)、スポーツセンター下車すぐ
- JR総武線新小岩駅北口8番バス乗り場から京成タウンバス
  - 【新小58】系統亀有駅行き乗車(10分)、スポーツセンター下車すぐ